# Азартні ігри з долею
«Азартні ігри з долею» (хорв. Kockanje Sa Sudbinom) — це детективний роман із філософським підтекстом, написаний Іво Брешаном у 2002 році.

## Сюжет
Двоє чоловіків зустрічаються за столиком у кафе на галасливій вулиці Дубровника. Один із них щойно прочитав газетну передовицю. Десять років тому, навесні 1993-го, у містечку Пакраць було знищено десять мирних громадян; акцію ініціював і провів той, кого серед хорватських військових знали під іменем Дуда; і тепер є п'ятеро очевидців, які можуть і готові засвідчити злочин. Жінка-журналістка, боєць, котрий брав участь у акції, і ще троє місцевих чоловіків. Залишилося хіба що того Дуду знайти. Друг філософа Тюдора — студент Серафін Ретель, одного разу, відвертою розмовою та журналістською статтею, розпалює у старого незгасиме бажання побитися об заклад із не менш затятим картярем Бонетті — на викриття вбивці.
Зникла безвісті журналістка, загиблий в автокатастрофі за дивних обставин військовий, отруєний  «заступник» Дуди, розігрівають бажання  Тюдора докопатися до правди та з'ясувати, як впливає на наше життя фатум. Історія чоловічої дружби у незвичному поєднанні «викладач–студент», священники, таємниця сповіді, взаємне кохання у воєнний час, перерване вбивством, та філософські дискусії під шум хвиль, що розбиваються внизу під скелею.
Містить у собі психологічний конфлікт бажаного і дійсного.

## Персонажі
Тюдор Франко – дивакуватий викладач філософії на пенсії з мисленням детектива. Тюдор затятий катяр, який вирішив зіграти в ігри з долею. Відомий своїм балансуванням на краю прірви. Про себе каже: «Я скептик, а не стоїк».
Серафим Ретель – офіціант у готелі «Аргентина». Він колишній студент Тюдора Франка. Переймається через скоєне під час воєнних дій, хоча тоді був простим виконавцем «брудної роботи». Отримав другий шанс на щастя, та не скористався ним.
Отець Лука – безпринципна людина та релігійний фанатик. Так і не зміг зробити жодного вибору. Теж колишній учень Тюдора.
Дідович (Бензол) – був керівником Дуди. Людина, що доводить все до кінця та продумує кожен свій крок; жорстокий, хитрий вбивця без докорів сумління.
Свідки пакрацької трагедії:
Анна Немич – кмітлива, смілива журналістка, закохана у Дуду. Трагічно загинула через бажання викрити правду.
Зденко Башич – тренер гандбольного клубу зі Спліту, колишній військовий, що не вирізнявся великою відвагою. Загинув  через власні страхи.
Шантек Крешимір – колишній заступник Дуди, патріот, смілива людина, що готова пожертвувати своїм життям заради Хорватії.

## Рецензії на книгу
Ганна УЛЮРА. Рецензія на книгу Іво Брешана «Азартні ігри з долею»
«Примітивність, передбачуваність, умисна простота, умисна штучність (тобто: ординарність як така) стають у Брешана формою екстраординарного дискурсу. А останнього вимагає дражлива тема: військовий злочин, який спричинила армія твоєї ж країни у переможній війні». «Його Ана, яка „за допомогою іноземних сил криміналізує та опорочує вітчизняну війну“, — ідеальна перша жертва. І наразі менш очевидне пояснення: поліція — це територія Закону. А зараз триває Гра. Гра і Закон — засадничо різні категорії, буквально — антиномії».
Ірина Варламова: "Загалом побудова розповіді виправдала себе, важко дався лише перехід від екватора до розв'язки — коли герой вже не керує подіями, а їм підкорюється. Траплялося декілька непропрацьованих моментів штибу «щось придумаємо», або «потім розберемося», через які відчулося, як фінальний пазл складається з невеликим «скреготом». Та скоріш за все, незаповнені ніші були залишені автором для підсилення усвідомлення головного питання: «Доля чи випадок?».

## Публікації
Брешан, Іво. Азартні ігри з долею. Роман / Іво Брешан ; переклад з хорватської Ірини Маркової. — Чернівці: Видавництво 21, 2017. — 176 с. ISBN 978-617-614-141-9
Kockanje sa sudbinom, Nakladni zavod Matice hrvatske, 173 str. 2002. — укр. Азартні ігри з долею (2017)